# Gerard Bosch van Drakestein
Gerard Dagobert Henri Bosch van Drakestein (ur. 24 lipca 1887 w Mechelen, zm. 20 marca 1972 w Hadze) – holenderski kolarz torowy, trzykrotny medalista olimpijski oraz brązowy medalista mistrzostw świata.

## Kariera
W 1908 roku Gerard Bosch van Drakestein wystąpił na igrzyskach olimpijskich w Londynie, gdzie był między innymi siódmy w wyścigu na 5 km. Na tych samych igrzyskach razem z kolegami z reprezentacji zajął czwarte miejsce w drużynowym wyścigu na dochodzenie, przegrywając walkę o brąz z Kanadyjczykami. Swój pierwszy medal zdobył po zakończeniu I wojny światowej – na mistrzostwach świata w Zurychu był trzeci w sprincie amatorów, przegrywając tylko z Francuzem Lucienem Michardem i swym rodakiem Antoine’em Mazairakiem. Na rozgrywanych rok później igrzyskach olimpijskich w Paryżu wspólnie z Maurice’em Peetersem zdobył brązowy medal w wyścigu tandemów, a w drużynowym wyścigu na dochodzenie Holendrzy z van Drakesteinem w składzie zajęli siódmą pozycję. Największe sukcesy osiągnął podczas igrzysk olimpijskich w Amsterdamie w 1928 roku. Wspólnie z Janusem Braspennincxem, Janem Maasem, Janem Pijnenburgiem i Pietem van der Horstem wywalczył srebrny medal w drużynowym wyścigu na dochodzenie. Gerard Bosch van Drakestein z powodu grypy nie wystąpił w finale tej konkurencji, jednakże otrzymał medal. Ponadto na holenderskich igrzyskach zajął drugie miejsce w wyścigu na 1 km, ulegając jedynie Duńczykowi Willy’emu Falckowi Hansenowi. Nigdy nie przeszedł na zawodowstwo.